# Transporte en Israel
El transporte en Israel es un sistema bien desarrollado y está en continua modernización para dar respuesta al crecimiento demográfico, a los factores políticos, a las necesidades militares de las Fuerzas Armadas, al turismo y al incremento del tráfico.

## Autopistas
- Total: 17.237 km
- Asfaltadas: 17.237 km (incluyendo 126 km de vías rápidas)
- Sin asfaltar: 0 km (2002)

## Servicios de autobús
Israel dispone de un sistema de líneas de autobús muy densas, desarrolladas y baratas. Es el principal medio de transporte de Israel. La Cooperativa Egged Bus es la mayor empresa de autobuses de Israel (y la segunda del mundo) y cubre todo el país. 
Además del servicio convencional de taxis, Israel dispone de servicios de taxi compartido, gestionado por diferentes empresas privadas dependiendo de su localización. Son vehículos con capacidad para siete pasajeros y su precio es aproximadamente igual al del autobús, es decir, sensiblemente inferior al de los taxis.

## Oleoductos
Crudo 708 km; productos derivados del petróleo 290 km; gas natural 89 km.

## Puertos

### Mar Mediterráneo
- Asdod
- Ascalón
- Hadera
- Haifa
- Herzliya
- Tel Aviv-Yafo

### Mar Rojo
En el Golfo de Aqaba:
- Eilat

## Marina mercante
- Total: 18 buques (1000 GRT o más) totalizando 728,759 GRT/863,881 DWT
- Barcos por categoría: Cargo 1, Chemical Tanker 1, Container 16 (2005)

## Aeropuertos
- 51 (2005)

Arkia es la compañía interior israelí, y tiene salidas desde Tel Aviv, Jerusalén, Haifa, Eilat y Beersheva. 

### Aeropuertos con pistas pavimentadas
- Total:28
  - más de 3047 m:2
  - 2,438 a 3047 m: 4
  - 1,524 a 2437 m: 8
  - 914 a 1523 m: 10
  - por debajo de 914 m: 4 (2005)

### Aeropuertos con pistas sin pavimentar
- Total:23
  - 2438 a 3047 m: 1
  - 1524 a 2437 m: 2
  - 914 a 1523 m: 2
  - por debajo de 914 m: 20 (2005)

### Helipuertos
- 3 (2005)

## Ferrocarriles
El tren está menos modernizado que el autobús. Enlaza con Nahariya (en el Norte), Haifa, Jerusalén y Tel Aviv. Es operado por la empresa Israel Railways.
- Total: 719 km
- medida estándar: 719 km 1435-m  (2005)

### Enlaces de ferrocarril con países limítrofes
- Líbano - extinguido
- Siria - extinguido
- Jordania - propuesto
- Egipto - extinguido

### Cercanías/Metro
Hay dos sistemas de cercanías en avanzado estado de planificación o en construcción: uno en Tel Aviv y otro en Jerusalén.
Existe metro en Haifa, conocido como Carmelit. Es una de las líneas de metro más cortas del mundo.

## Estadísticas de transporte público
De acuerdo con el reporte realizado por Moovit en julio de 2017, el promedio de tiempo que las personas pasan en transporte público en Israel, por ejemplo desde y hacia el trabajo, en un día de la semana es de 70 min., mientras que el 22% de las personas pasan más de 2 horas todos los días. El promedio de tiempo que las personas esperan en una parada o estación es de 16 min., mientras que el 25% de las personas esperan más de 20 minutos cada día. La distancia promedio que la gente suele recorrer en un solo viaje es de 13.6 km., mientras que el 29.% viaja por más de 12 km en una sola dirección.